# Cartel de Texis
El Cartel de Texis es una organización criminal fundada en El Salvador por el empresario y Presidente de la Selección de fútbol de El Salvador, Adán Salazar Umaña, forma parte de los grupos narcotraficantes salvadoreños al igual que Los Perrones, se dice que la actividad del grupo empezó a finales de los 80 aunque se estima que empezaron dichas actividades en los 90, mientras que a fines del 2000, el gobierno de Francisco Flores comenzó a prestarle atención a este grupo al igual que otras organizaciones criminales del país como la Mara Salvatrucha y la Mara Barrio 18, y tomar acciones en contra de estos. El cartel de Texis se ha dedicado a la operación de drogas y ha tenido vínculos con otras organizaciones narcotraficantes como lo son los carteles Mexicanos y Colombianos considerados como grandes expertos en las negociaciones y transportaciones de drogas, a pesar de la detencion de Umaña, y otros grupos financiadores como Juan Umana Samayoa y Roberto Herrera, el grupo delicuental aún siguia activo, y nunca se ha descuartilizado, siendo controlado por varios pequeños líderes conocidos como Cabecillas.

## Historia
Fue fundada por Adán Salazar Umaña, un reconocido y exitoso empresario en ese entonces quien fue también conocido por la construcción de terrenos comerciales en el país, incluidos residenciales como hoteles y empresas ya sea en la capital o entre otras ciudades grandes del país, Umaña fue elegido como presidente de El futbol de El Salvador, y se ha convertido en una de las personas más exitosas de El Salvador con las cosas relacionadas con las industrias entre otras cosas. Por su gran éxito empresarial, según fuentes, Umaña obtenía los beneficios del lavado de dinero por parte de los narcotraficantes. Umaña fue apodado como el ''Chepe Diablo''.

## Actividades
Durante las negociaciones secretas, el grupo estaba compuesto por personas empresarias, Los afiliados transportaban droga por medio de diferentes países cercanos como lo es Honduras rumbo hacia la Frontera entre Honduras y El Salvador y Frontera entre Guatemala y El Salvador donde se llevaban a cabo reuniones con otros grupos Narcóticos. 

## Captura
No Fue hasta el 5 de abril del 2017, cuando la Fiscalía General de la República capturo a Umaña, Sin Embargo, En los últimos años, los sistemas operativos contra las drogas en los Estados Unidos lo han acusado de estar encargandose y estar manejando la transferencia de narcóticos hacia los Estados Unidos, así como tener beneficios personales en el país como resultado del lavado de dinero por parte de algunas otras acciones, por lo tanto, en el 2014, el entonces Gobierno del presidente Obama, puso a Umaña en la Lista Negra, siendo acusado como un manejador de drogas internacionalista, no obstante, la Fiscalía no le presto muchísima atención a esta anécdota, por lo que solo se tomaron acciones de investigación.